# Mae Nam Tha Chin
Der Mae Nam Tha Chin (Thai: แม่น้ำท่าจีน – gesprochen: [mɛ̂ː náːm tʰâː t͡ɕiːn], übersetzt etwa: „Fluss des chinesischen Hafens“), oder nur Tha Chin ist ein Fluss in Zentral-Thailand. Er wechselt in seinem Verlauf mehrmals den Namen:
- Nachdem er sich bei Chai Nat vom Mae Nam Chao Phraya getrennt hat, heißt er zunächst Mae Nam Makham Thao.
- In der Provinz Suphan Buri wird er Mae Nam Suphan oder Mae Nam Suphan Buri genannt.
- In der Provinz Nakhon Pathom heißt er nach der alten Stadt, durch die er fließt: Mae Nam Nakhon Chai Si oder Mae Nam Chai Si,
- und schließlich in der Provinz Samut Sakhon heißt er nach dem früheren Namen der Provinzhauptstadt: Mae Nam Tha Chin.

Einige Kilometer südlich von Samut Sakhon mündet er in den Golf von Thailand.
Das Einzugsgebiet des Tha Chin ist 13.681 km² groß, es ist Teil des Einzugsgebiets des Chao Phraya.

## Wasserstraßen-System
Der Tha Chin wurde schon früh durch künstlich gegrabene Kanäle (Khlongs) mit dem restlichen Netzwerk der Wasserstraßen in Zentral-Thailand verbunden:
- Der Khlong Yong führt genau in Ost-West-Richtung von Nonthaburi zum Tha Chin. Er wurde bereits in der Ayutthaya-Periode erbaut.
- Der Khlong Maha Sawak beginnt am Khlong Bangkok Noi genau auf der heutigen Grenze zwischen der Stadt Bangkok und der Provinz Nonthaburi. Er führt ebenfalls fast genau in Ost-West-Richtung parallel zur Eisenbahnstrecke von Bangkok nach Südthailand, bis er einige Kilometer nördlich von Nakhon Chai Si in den Tha Chin mündet. Er wurde im Jahr 1860 von chinesischen Lohnarbeitern gegraben. Er ist 676 Sen (etwa 27,04 km) lang, 7 Wa (etwa 14 m) breit und 6 Sok (etwa 3 m) tief. Er wurde vom König in Auftrag gegeben, um den Transport von Zuckerrohr und Reis von Nakhon Chai Si zur Hauptstadt zu beschleunigen, und um das anliegende Land zu kultivieren.
- Der Khlong Phasi Charoen beginnt im Distrikt (Khet) Thonburi in Bangkok, wo er direkt in den Khlong Bangkok Yai mündet. Er führt in südwestlicher Richtung, bis er bei Ban Bang Yang (Provinz Samut Sakhon) in den Tha Chin mündet. Er wurde 1865 in der Regierungszeit von König Mongkut (Rama IV.) im Auftrag des chinesischstämmigen Steurpächters für Opium und Zuckerrohr Phra Phasi Sombatboribun gegraben. Der Kanal war seinerzeit unter dem Namen Prakat Khut Khlong Phasi Charoen bekannt und diente zunächst dem Transport der landwirtschaftlichen Erzeugnisse seines Auftraggebers. Später durften alle Boote diese Wasserstraße benutzen, sie mussten allerdings einen Wegezoll bezahlen.
- Dort, wo von Osten kommend der Khlong Pasi Charoen in den Tha Chin mündet, beginnt etwa in der gleichen Höhe am westlichen Ufer des Tha Chin der Khlong Damnoen Saduak, der weiter südwestlich fließt, bis er bei Ban Nok Khwaek (Provinz Samut Songkhram) einige Kilometer südöstlich von Ratchaburi in den Mae Nam Mae Klong mündet.
- Der Khlong Maha Chai beginnt ebenfalls im Distrikt Thonburi in Bangkok am Khlong Bangkok Yai. Er führt südwestlich, fast parallel zur gleichnamigen Maha-Chai-Eisenbahnlinie bis nach Samut Sakhon, wo er im Stadtzentrum in den Tha Chin mündet. Dieser Kanal besteht bereits seit der Ayutthaya-Zeit, es wird in den Chroniken erwähnt, dass er wahrscheinlich 1704 von König Suriyenthrathibodi (Phrachao Suea) erbaut wurde.
- Etwas weiter westlich führt der Khlong Sunak Hon ebenfalls nahezu parallel zur Eisenbahnlinie von Samut Sakhon bis Samut Songkhram, wo er in den Mae Nam Mae Klong mündet. Er wurde in der Regierungszeit von König Nang Klao (Rama III.), wahrscheinlich um 1829 von chinesischen Lohnarbeitern gegraben.